# Haedillo (Valle de Mena)
Haedillo es una entidad de población española del municipio de Valle de Mena, perteneciente a la provincia de Burgos, en la comunidad autónoma de Castilla y León.

## Toponimia
El lugar puede aparecer referido como «Haedillo» y «Edillo».

## Historia
Hacia mediados del siglo XIX, el lugar, ya por entonces perteneciente al ayuntamiento de Valle de Mena, tenía contabilizada una población de 48 habitantes. Aparece descrito en el séptimo volumen del Diccionario geográfico-estadístico-histórico de España y sus posesiones de Ultramar de Pascual Madoz con las siguientes palabras:

EDILLO: l. en la prov., aud. terr. y c. g. de Burgos (21 leg.) part. jud. de Villarcayo (6), dióc. de Santander y ayunt. titulado del Valle de Mena. sit. en la parte NE. de dicho Valle, cerca de la confluencia de los r. Cadagua y Novales; clima aunque húmedo, es bastante sano, estando combatido de todos los vientos a escepcion de lso del N. Tiene 10 casas, igl. parr. servida por un cura beneficiado, y buenas aguas para el surtido de los hab. y abrevadero de los ganados. Confina el térm. N. con la ermita de San Sebastian Colisa; E. Berron; S. Jijano, y O. la vega. El terreno es en general fértil y productivo, bañándolo los r. arriba espresados y muchos manantiales que nacen en su juris. Los caminos son de pueblo á pueblo en mediano estado. prod.: trigo, cebada, maiz, algarrobas, frutas, legumbres y hortalizas; ganado vacuno, lanar, cabrio, mular y de cerda, caza mayor y menor, y pesca de truchas, barbos, anguilas, cangrejos y otros peces muy delicades. ind.: la agrícola. pobl.: 6 vec., 27 alm. cap. prod.: 5,300 rs. imp.: 106.
(Madoz, 1847, p. 445)

En 2022, tenía empadronados tres habitantes.